# Vesuvius (Unternehmen)
Die Vesuvius plc ist ein britischer Konzern mit Hauptsitz in London, England. Entstanden ist das Unternehmen am 19. Dezember 2012 aus der Aufteilung des britischen Mischkonzerns Cookson Group in die Vesuvius plc und die Alent plc. Vesuvius ist dabei der direkte Rechtsnachfolger der Cookson Group und Alent eine komplette Neugründung. Die Cookson Group wurde 1704 von Isaac Cookson als Verbund von verschiedenen Unternehmen im Metall- und Glasgeschäft aus der Region Tyneside gegründet.
Vesuvius produziert Feuerfestmaterialien für die Stahlindustrie und Anlagen zur Strömungskontrolle für den Strangguss. Unter der Marke Foseco stellt Vesuvius Technik für Gießereien sowie Siliciumcarbid- und Tongraphit-Schmelztiegel her.
Das Unternehmen ist an der Londoner Börse gelistet und Teil des FTSE 250 Index.

## Vesuvius in Deutschland
In Deutschland ist das Unternehmen an Standorten in Borken, Großalmerode und Mülheim an der Ruhr vertreten.